# Gabriola dyari
Gabriola dyari là một loài bướm đêm trong họ Geometridae.